# 世界教養全集
世界教養全集（せかいきょうようぜんしゅう）は、平凡社が出版した世界、日本の教養書の全集。

## 刊行リスト
- 世界教養全集 第1 平凡社 1961  
  - 哲学物語　ウィル・デュラント 著 豊川昇 訳
- 世界教養全集 第2 平凡社 1962  
  - 随想録(ミッシェル・ド・モンテーニュ著 関根秀雄訳)
  - 箴言と省察(ラ・ロシュフコー著 市原豊太,平岡昇訳)
  - パンセ(ブレーズ・パスカル著 松浪信三郎訳)
  - 覚書と随想(サント・ブーヴ著 権守操一訳)
- 世界教養全集 第3 平凡社 1960  
  - 愛と認識との出発(倉田百三)
  - 無心ということ(鈴木大拙)
  - 侏儒の言葉(芥川竜之介)
  - 人生論ノート(三木清)
  - 愛の無常について(亀井勝一郎)